# Ucluelet (British Columbia)
Ucluelet ist ein Ort an der Westküste von Vancouver Island, in der kanadischen Provinz British Columbia. Die Siedlung liegt an der Südspitze der Esowista-Halbinsel und gehört zum Verwaltungsbezirk Alberni-Clayoquot. Der Name des Ortes leitet sich vom Begriff für einen „Sicheren Hafen“ aus der Sprache der indianischen Bevölkerung ab, genauer gesagt der Yu-cluth-aht, die zu den Nuu-chah-nulth gehören. Die anglisierte Fassung des Namens dieser First Nation gab Ucluelet den Namen. Ucluelet wurde 1997 zum District erhoben.
Ursprünglich lebte die Bevölkerung vom Fischfang, seit den 1990er Jahren hat Ökotourismus in der Region an Bedeutung gewonnen. Besondere Angebote sind Touren zur Walbeobachtung und Wanderungen in den Urwäldern des Ökosystems gemäßigter Regenwald im Clayoquot Sound, allerdings gehört der Ort nicht zum Biosphärenreservat Clayoquot Sound. Der 20 km lange, durchgehende Strandabschnitt von Long Beach zwischen Ucluelet und dem benachbarten Tofino gehört als Long-Beach-Unit zum Pacific-Rim-Nationalpark, ebenso ist die westsüdwestlich der Gemeinde gelegene Inselgruppe Broken Group Teil des Nationalparks.
Die Halbinsel ist vom 100 km entfernten Port Alberni erreichbar, entweder über eine Stichstraße vom Highway 4 oder per regelmäßiger Fährverbindung. Ucluelet hat auch einen kleinen Wasserflughafen. Außerdem befindet sich bei Ucluelet eine von zwei kanadischen NAVTEX-Seefunkstellen am Pazifik, die Navarea 12 – Station H (Tofino).

## Geschichte
Die Vorfahren der heutigen Nuu-chah-nulth-Gruppen in der Region lebten hier bereits vor rund 4300 Jahren. Im 19. Jahrhundert haben hier wohl acht Stämme gelebt, die sich überwiegend der heutigen Band der Yu-cluth-aht anschlossen. Daneben leben hier nur noch die Toquaht, die kleinste Gruppe der Nuu-chah-nulth. In Ucluelet leben heute rund 190 „Aboriginals“, bei einer Gesamteinwohnerzahl von 1652 (2003).
Die ersten Europäer, die in die Region kamen, waren Pelzhändler, die vor allem Handelskontakte suchten, um die begehrten Fischotterfelle zu erhalten. Nach deren Ausrottung jagten sie Robben, Wale und Seeotter. Die Europäer begannen erst um 1870, sich fest anzusiedeln. So etablierte Captain Francis den ersten Handelsposten in Ucluelet. Goldfunde in der Wreck Bay, der heutigen Florencia Bay, die sich allerdings nicht als profitabel erwiesen, sorgten für einen kurzen Goldrausch. An ihn erinnert heute der Gold Mine Trail, der in die Bucht führte.
Die Presbyterianische Kirche errichtete ein Missionshaus und eine Schule, 1898 kam der erste Arzt in den Ort. Die Canadian Pacific Railway unterhielt ein kleines Frachtboot, das dreimal pro Monat nach Victoria fuhr, in die Provinzhauptstadt. 1903 entstand eine Walfangstation im Barkley Sound. Dazu kam ein Leuchtturm und eine Telegraphenstation. Um 1914 begann der industrielle Fischfang.
In den Zwanzigerjahren kamen einige japanische Fischerfamilien nach Ucluelet. Um 1930 lebten 60 japanische und nur 18 weiße Familien im Ort. Doch der Überfall Japans auf Pearl Harbor am 7. Dezember 1941 veranlasste die Regierung, die Japaner zu internieren, von denen nur wenige nach Kriegsende zurückkehren konnten, da ihr Eigentum inzwischen verkauft worden war. 2008 lebten wieder 15 Japaner im Ort. Während des Zweiten Weltkriegs errichtete Kanada eine Flugzeugbasis und eine Landbasis am Long Beach. Dazu wurde die seit mehr als dreißig Jahren geplante Straße nach Tofino gebaut, nachdem bereits in den 1890er Jahren eine Straße nach Port Alberni geplant, aber nie fertiggestellt worden war. Im August 1959 wurde die Straße nach Port Alberni eröffnet.
Die Zuerkennung der kommunalen Selbstverwaltung für die Gemeinde erfolgte am 26. Februar 1952 (incorporated als City).
Lange Zeit lebte Ucluelet von der Holz- und der Fischindustrie, dabei vor allem von Lachs und Thunfisch. Seit den 1980er und vor allem den 1990er Jahren entwickelt sich der Tourismus sehr stark, wozu die Gründung des Pacific Rim National Park erheblich beitrug, aber auch die Bekanntheit des Clayoquot Sound und des Barkley Sound. Sie waren mehrere Jahrzehnte lang heftig umkämpft und waren einer der Gründe für die Entstehung der Umweltschutzorganisation Greenpeace in Vancouver. So war 2003 zwar der größte Arbeitgeber mit 250 Beschäftigten immer noch der Fischverarbeiter Robert Wholey and Co., und auch International Forest Products beschäftigte mehr als 70 Angestellte, doch als zweitgrößter Arbeitgeber fungierte bereits das Canadian Princess/Wickaninnish Restaurant mit rund 170 Beschäftigten. Andererseits ist der Staat nach wie vor ein bedeutender Arbeitgeber, der allerdings immer mehr von der Zahl der Beschäftigten im Nationalpark überflügelt wird. 2003 beschäftigte er bereits knapp 60 Bewohner Ucluelets, womit er selbst die Zahl der Lehrer im Distrikt hinter sich ließ, während der Distrikt nur 18 Leute in der Verwaltung beschäftigte. Dazu kommt, dass die Bewohner Teile ihres Hauses zunehmend als Bed and Breakfast vermieten.
Im Jahre 1999 begann der Ausbau des zwölf Kilometer langen Wild Pacific Trail. Im Jahre 2011 gliederte er sich in drei Abschnitte, nämlich den Lighthouse loop, Big Beach und Brown's Beach.
Ein Gezeitenkraftwerk ist bisher noch nicht über das Planungsstadium hinausgekommen.
Die Westerley News ist die einzige Wochenzeitung für die Region Tofino-Ucluelet.

## Demographie
Der Zensus im Jahr 2011 ergab für die Distriktgemeinde eine Bevölkerungszahl von 1627 Einwohnern. Die Bevölkerung der Stadt hatte dabei im Vergleich zum Zensus von 2006 um 9,4 % zugenommen, während die Bevölkerung in British Columbia gleichzeitig um 7,0 % anwuchs. Bis 2016 fand ein moderates Wachstum auf 1717 Einwohner statt.